# Borlezza
Der Borlezza ist ein 25 Kilometer langer Zufluss des Iseosees in der italienischen Provinz Bergamo im Nordosten der Lombardei. Er durchfließt unter anderen das Val Borlezza und passiert dabei die Gemeindegebiete von Castione della Presolana, Onore, Songavazzo, Fino del Monte, Rovetta, Cerete, Sovere, Pianico, Lovere und Castro.

## Verlauf
Der Borlezza entsteht auf etwa 1060 m s.l.m. durch den Zusammenfluss zweier Quellbäche am Südwesthang des Monte Lantana oberhalb von Castione della Presolana. Der linke und kürzere Quellbach entspringt am Westhang des Monte Pora und durchquert das Valle di Pora, der rechte Quellbach entspringt am Nordhang des Monte Pora und durchfließt das Valle Vareno.
Nach der Vereinigung der Quellbäche fließt er anfangs, teilweise noch Gera genannt, nach Nordwesten durch das stark bewaldete und enge Valle di Pora. Etwa auf Höhe des Dorfes Castione, das auf einer Ebene über dem Fluss liegt, wechselt der Talname zu Valle di Tede. Hier wendet er sich gegen Südwesten und nimmt zugleich von rechts den Campello und das Wasser des Valle dei Mulini auf. Er passiert das Dorf Onore und nimmt hier von links den am Monte Cornet entstehenden Righenzolo auf. 
Es folgen die Dörfer Fino del Monte, Rovetta, Songavazzo sowie die Fraktion San Lorenzo di Rovetta der Gemeinde Rovetta, bevor er sich gegen Südosten wendet. Auf diesem Abschnitt wird der Fluss auch Valeggia genannt. Er passiert nun Cerete Basso und nimmt gleich hintereinander von rechts das Wasser aus dem Valle Faccanoni und von links das aus dem Valle di Covale auf. Er erreicht die Fraktion Piazza und gleich darauf das Dorf Sovere, nach dem er eine kleine, bewaldete Schlucht bildet, die er in mehreren Bögen passiert. Dabei fließt er an Pianico und der Fraktion Sellere (Sovere) vorbei.
Kurz nach Pianico mündet von rechts der Oneto, der dem Lago di Gaiano entspringt. Direkt nach dessen Einmündung wird der Fluss von der Strada Statale 42 überbrückt. Der Borlezza wendet sich gleich anschließend nach Süden und mündet bei Castro auf 185 m s.l.m. ins Westufer des oberen Iseosees.